# Villa Tanucci
Die Villa Tanucci ist ein Landhaus aus dem 18. Jahrhundert in San Giorgio a Cremano in der italienischen Region Kampanien. Es liegt an der sogenannten „Goldmeile“ (Miglio d’oro), in der Via Alcide De Gasperi.

## Geschichte und Beschreibung
Das Haus gehörte dem Marchese Bernardo Tanucci, der es aus der Mitgift seiner Gattin übernommen hatte.
Tanucci, ein gelehrter Mann toskanischer Herkunft, war am Hof des Königs Karl III. sehr einflussreich und hatte eine Schlüsselrolle in der Regierung des Königs Ferdinand IV. inne.
Aus diesem Grunde wählte er San Giorgio a Cremano als Urlaubsresidenz, da der Ort an die Gemeinde der königlichen Sommerresidenz in Portici grenzt.
Trotz der Bedeutung des Eigentümers zeichnet sich die Sommerresidenz des Marchese durch ihre einfache Formen und schlichte Gestaltung aus. In ihrer Schlichtheit spiegelt sie nach Ansicht einiger Autoren, den ehrenhaften Charakter ihres Besitzers wieder. So unterließ es Tanucci, das Gebäude mit Fundstücken aus den Grabungen von Herculaneum zu schmücken, mit denen er sich persönlich beschäftigte.
Das kürzlich restauriert Landhaus besticht dagegen durch seine einfache Fassade und kommt mit wenigen Verzierungen aus.
Das Atrium führt zu einem Innenhof, der mit einer einfachen Exedra geschlossen ist und der  unter dem Tonnengewölbe des Daches noch bedeutende zeitgenössische Fresken zeigt.
An der Hauptfassade ist eine Steintafel angebracht, die den Namen des letzten bekannten Besitzers der Villa, Antenore Bozzoni, eines fähigen Schiffsbauingenieurs, trägt, dessen Name mit dem Entwurf der ersten italienischen Schlachtschiffe und der Einführung elektrischen Lichtes auf Kriegsschiffen verbunden ist.